# 後庄 (桃園市)
後庄，是臺灣桃園市新屋區的一個傳統地域名稱，位於該區西南部。相較於今日行政區，其範圍大致與後庄里相近。

## 歷史
台灣清治末期至日治初期，後庄地區為一街庄，稱為「後庄」，隸屬於竹北二堡。該庄西北與蚵殼港庄為鄰，北隔大坡溪與笨仔港庄為界，東北隔大坡溪及陸界與大坡庄為界，東與十五間庄為鄰，南邊為福興庄。
1901年（日治明治三十四年）11月，全台廢縣廳改設二十廳，該庄隸屬於桃仔園廳。1903年（明治三十六年），改名桃園廳。1909年（明治四十二年）10月，合併二十廳為十二廳，該庄隸屬不變。1920年（大正九年），廢十二廳改設五州二廳，該庄改制為「後庄」大字，隸屬於新竹州中壢郡新屋庄。
戰後新屋庄改制為新屋鄉，隸屬於新竹縣，大字亦改制為村。1950年桃、竹、苗分治，新屋鄉改隸屬於桃園縣。2014年12月，桃園縣升格為直轄桃園市，新屋鄉改制為新屋區，村亦改制為里。

## 聚落
本地區發展較早的聚落為後庄，在日治期初期的官方地圖上已有記載。此外，本地區尚有過坑、後庄屋、後庄姜厝、田中央等聚落。

## 交通
省道台15線是關渡至香山的幹道，大致以北北東—南南西走向經過後庄地區西部邊界地帶南段。由該道路向北北東可前往崁頭厝、觀音、大園等地，向南南西可前往紅毛港、樹林子（坑子口地區北部）、貓兒錠、舊港等地，其中樹林子至貓兒錠南端鳳山溪橋路段與省道台61線（西部濱海快速公路）共線。
區道桃104線是蚵間海邊至甲頭屋的道路，大致以西南西—東北東走向經過本地區。由該道路向西南西可前往蚵間、羊寮並止於桃園市、新竹縣交界處的洋寮港橋，向東北東可前往大坡、社子、東勢的甲頭屋並止於市道114號路口。

## 學校
- 蚵間國小